# Etapa de Tarumã da GT Brasil
A Etapa de Tarumã é uma corrida que fez parte do calendário da GT Brasil na Temporada de 2007. Foi disputada no Autódromo Internacional de Tarumã.

## Vencedores
| Ano  | Vencedores | Vencedores                     | Equipe                 | Local                             | Detalhes |
| ---- | ---------- | ------------------------------ | ---------------------- | --------------------------------- | -------- |
| 2007 | C1         | Paulo Bonifácio Alceu Feldmann | Boni Sports            | Autódromo Internacional de Tarumã | Detalhes |
| 2007 | C1         | Xandy Negrão Andreas Mattheis  | A. Mattheis Motorsport | Autódromo Internacional de Tarumã | Detalhes |